# Saidy Janko
Saidy Janko, né le 22 octobre 1995 à Zurich, est un footballeur international gambien qui évolue au poste de défenseur au BSC Young Boys.

## Biographie
Né le 22 octobre 1995 à Zurich d’un père gambien et d’une mère italienne, Saidy Janko possède les passeports gambien, italien et suisse. Il rejoint le FC Zurich à l’âge de 10 ans.

### Carrière en club

#### Manchester United (2014-2015)
Formé au FC Zurich, Saidy Janko rejoint Manchester United lors de l'été 2013, remarqué par les scouts anglais lors d'une confrontation entre les deux clubs durant la Blue Stars/FIFA Youth Cup. Très performant durant sa première saison avec la réserve des Red Devils, il est élu meilleur joueur de celle-ci. Le 26 août 2014, sous les ordres de Louis van Gaal, il prend part à son premier match avec l'équipe première en disputant la première période du match de League Cup face à Milton Keynes Dons (défaite 4-0).

##### Prêt aux Bolton Wanderers (2015)
Le 2 février 2015, Janko est prêté aux Bolton Wanderers, en deuxième division anglaise, jusqu'à la fin de la saison. Pour son premier match sous ses nouvelles couleurs, lors de la réception de Fulham, il délivre une passe décisive pour Eidur Guðjohnsen avant de trouver lui-même le chemin des filets (victoire 3-1). Il y dispute dix matchs de Championship et inscrit un but.

#### Celtic FC (2015-2017)
Le 1er juillet 2015, le défenseur suisse s'engage pour quatre ans avec le Celtic FC, club de Scottish Premier League. Il joue son premier match avec le club de Glasgow un mois plus tard lors de la rencontre comptant pour la première journée de championnat face à Ross County. Il prend pleinement part au début de saison du Celtic, palliant la blessure de Mikael Lustig et disputant quatre des cinq premières journées de championnat. Le 25 août 2015, Janko joue ainsi son premier match de Ligue des champions à l'occasion du barrage retour face au club suédois de l'IFK Malmö FK. Défait 2-0 en Suède après l'avoir emporté 3-2 à l'aller, les Écossais sont privés de Ligue des champions. À la suite de cette élimination, Janko ne commence que trois matchs en tant que titulaire sur le reste de la saison en Scottish Premier League.
Si Brendan Rodgers prend en main l'équipe pour l'exercice 2016-2017, Janko ne participe qu'à sept matchs toutes compétitions confondues lors de la première partie de saison.

##### Prêt à Barnsley (2016-2017)
Le 31 août 2016, il est prêté pour une saison au Barnsley FC. Comme à Bolton, pour sa première apparition avec les Tykes, il trouve le chemin des filets en déplacement à Wolverhampton. Remplaçant puis gêné par une blessure à la cuisse en octobre, il ne participe qu'à cinquante-sept minutes de jeu sur la première partie de saison. Si son concurrent au poste, James Bree, est transféré à Aston Villa en janvier 2017, Janko voit toujours sa saison être gâchée par les pépins physiques. Il faut attendre avril pour le voir intégrer pleinement le onze des Reds, il prend part à sept des huit dernières rencontres de championnat dans la peau d'un titulaire. 

#### AS Saint-Étienne (2017-2018)
Ses performances attirent les convoitises de nombreuses équipes de deuxième division anglaise, des intérêts de Sheffield Wednesday, Reading et Bristol City étant évoqués pour s'attacher le latéral du Celtic, disposé à s'en séparer pour un million de livres sterling en dépit de ses deux années de contrat restantes. Le 7 juillet 2017, il s'engage finalement en faveur de l'AS Saint-Étienne en y paraphant un contrat de quatre ans. Kévin Malcuit parti vers le LOSC Lille, il se retrouve en concurrence avec Ronaël Pierre-Gabriel pour occuper le flanc droit de la défense stéphanoise. Oscar Garcia lui fait confiance dès le début de saison, Pierre-Gabriel se voyant confier le côté gauche. À la suite du départ du technicien espagnol et des mauvais résultats de l'équipe, différentes formules sont tentées à son poste en décembre où sont essayés Gabriel Silva et Kévin Théophile-Catherine. S'il enchaîne deux titularisations lors des 22e et 23e journées, il voit Mathieu Debuchy débarquer lors du mercato hivernal, cette arrivée le reléguant sur le banc.
Il quitte le club en juin 2018 et rejoint le FC Porto.

#### FC Porto (2018-2020)
Le 27 juin 2018, Saidy Janko s'engage avec le FC Porto pour quatre saisons.

##### Prêts à Nottingham Forest (2018-2019) et au BSC Young Boys (2019-2020)
Le 31 août 2018, il est prêté pour une saison à Nottingham Forest. Il ne joue que dix-sept matchs avec Forest avant de réintégrer l'effectif de Porto à l'issue de la saison, avant d'être prêté à nouveau en début de saison 2019-2020 au BSC Young Boys,.

#### Real Valladolid (2020-2023)
Il rejoint le Real Valladolid jusqu'à fin juin 2024.

##### Prêt au VfL Bochum (2022-2023)
En juin 2022, il part en prêt au VfL Bochum.

#### BSC Young Boys (depuis 2023)
Il signe au BSC Young Boys en juin 2023 jusqu'en juin 2027,. À la suite de nouvelles blessures YB annonce, en janvier 2025, qu'il ne pourra seulement reprendre l'entraînement que la saison prochaine.

## Statistiques
| Saison                | Club                     | Championnat             | Championnat | Championnat | Coupe nationale | Coupe nationale | Coupe de la Ligue | Coupe de la Ligue | Compétition(s) continentale(s) | Compétition(s) continentale(s) | Compétition(s) continentale(s) | Total | Total |
| Saison                | Club                     | Division                | M.          | B.          | M.              | B.              | M.                | B.                | Comp.                          | M.                             | B.                             | M.    | B.    |
| 2014-2015             | Manchester United        | Premier League          | -           | -           | -               | -               | 1                 | 0                 | -                              | -                              | -                              | 1     | 0     |
| Sous-total            | Sous-total               | Sous-total              | 0           | 0           | 0               | 0               | 1                 | 0                 | -                              | 0                              | 0                              | 1     | 0     |
| 2014-2015             | Bolton Wanderers (prêt)  | Championship            | 10          | 1           | -               | -               | -                 | -                 | -                              | -                              | -                              | 10    | 1     |
| Sous-total            | Sous-total               | Sous-total              | 10          | 1           | 0               | 0               | 0                 | 0                 | -                              | 0                              | 0                              | 10    | 1     |
| 2015-2016             | Celtic FC                | Scottish Premier League | 10          | 0           | -               | -               | 1                 | 0                 | C3+C1                          | 1+1                            | 0+0                            | 13    | 0     |
| 2016-2017             | Celtic FC                | Scottish Premier League | 2           | 0           | -               | -               | 1                 | 0                 | C1                             | 4                              | 0                              | 7     | 0     |
| Sous-total            | Sous-total               | Sous-total              | 12          | 0           | 0               | 0               | 2                 | 0                 | -                              | 6                              | 0                              | 20    | 0     |
| 2016-2017             | Barnsley FC (prêt)       | Championship            | 14          | 1           | -               | -               | -                 | -                 | -                              | -                              | -                              | 14    | 1     |
| Sous-total            | Sous-total               | Sous-total              | 14          | 1           | 0               | 0               | 0                 | 0                 | -                              | 0                              | 0                              | 14    | 1     |
| 2017-2018             | AS Saint-Étienne         | Ligue 1                 | 21          | 0           | -               | -               | 1                 | 0                 | -                              | -                              | -                              | 22    | 0     |
| Sous-total            | Sous-total               | Sous-total              | 21          | 0           | -               | -               | 1                 | 0                 | -                              | -                              | -                              | 22    | 0     |
| 2018-2019             | Nottingham Forest (prêt) | Championship            | 15          | 0           | 1               | 0               | 1                 | 0                 | -                              | -                              | -                              | 17    | 0     |
| 2019-2020             | BSC Young Boys (prêt)    | Super League            | 33          | 0           | 5               | 1               | -                 | -                 | C1+C3                          | 2+6                            | 1+0                            | 46    | 2     |
| Sous-total            | Sous-total               | Sous-total              | 48          | 0           | 6               | 1               | 1                 | 0                 | -                              | 8                              | 1                              | 63    | 2     |
| 2020-2021             | Real Valladolid          | LaLiga                  | 19          | 0           | -               | -               | -                 | -                 | -                              | -                              | -                              | 19    | 0     |
| 2021-2022             | Real Valladolid          | LaLiga2                 | 15          | 0           | 1               | 0               | -                 | -                 | -                              | -                              | -                              | 16    | 0     |
| Sous-total            | Sous-total               | Sous-total              | 34          | 0           | 1               | 0               | 0                 | 0                 | -                              | 0                              | 0                              | 35    | 0     |
| 2022-2023             | VfL Bochum (prêt)        | Bundesiga               | 20          | 0           | 3               | 0               | -                 | -                 | -                              | -                              | -                              | 23    | 0     |
| Sous-total            | Sous-total               | Sous-total              | 20          | 0           | 3               | 0               | 0                 | 0                 | -                              | 0                              | 0                              | 23    | 0     |
| 2023-2024             | BSC Young Boys           | Super League            | 14          | 0           | 1               | 1               | -                 | -                 | C1                             | 7                              | 0                              | 22    | 1     |
| Sous-total            | Sous-total               | Sous-total              | 14          | 0           | 1               | 1               | 0                 | 0                 | -                              | 7                              | 0                              | 22    | 1     |
| Total sur la carrière | Total sur la carrière    | Total sur la carrière   | 132         | 2           | 8               | 2               | 5                 | 0                 | -                              | 21                             | 1                              | 166   | 5     |